# GRP Records
GRP Records – amerykańska wytwórnia płytowa założona w Nowym Jorku przez Dave'a Grusina i Larry Rosena w 1982. Po połączeniu z Verve Records w 1998 należy do Verve Music Group, będącej własnością Universal Music Group.

## Artyści
- Mindi Abair
- Gerald Albright
- Acoustic Alchemy
- Patti Austin
- David Benoit
- George Benson
- Brecker Brothers
- Michael Brecker
- Paul Brown
- Gary Burton
- Larry Carlton
- Billy Cobham
- Chick Corea
- The Crusaders
- Brian Culbertson
- Will Downing
- Dr. John
- Richard Elliot
- Kevin Eubanks
- Dizzy Gillespie
- Jeff Golub
- GRP All-Star Big Band
- Dave Grusin
- Don Grusin
- Al Jarreau
- B.B. King
- Kenny Kirkland
- Diana Krall
- Ramsey Lewis
- Eric Marienthal
- The Rippingtons
- Lee Ritenour
- Joe Sample
- Arturo Sandoval
- Sergio Salvatore
- David Sanborn
- Diane Schuur
- Tom Scott
- Daryl Stuermer
- Spyro Gyra
- Wayman Tisdale
- Luther Vandross
- Dave Weckl
- Bernie Williams
- Yellowjackets